# Spilosoma ignivagans
Spilosoma ignivagans är en fjärilsart som beskrevs av Rothschild. Spilosoma ignivagans ingår i släktet Spilosoma och familjen björnspinnare. Inga underarter finns listade i Catalogue of Life.